# Кроуфорд, Самуэль
Самуэль Уили Кроуфорд (Samuel Wylie Crawford) (8 ноября 1829 — 3 ноября 1892) — американский военный, хирург регулярной армии и генерал добровольческой армии во время гражданской войны. Командовал бригадой в сражении у Кедровой горы, где едва не обратил в бегство бригаду Томаса Джексона. Командовал дивизией при Геттисберге, и впоследствии считал атаку своей дивизии в Долине Смерти решающей атакой, решившей исход сражения.

## Ранние годы
Кроуфорд родился в пенсильванском округе Франклин, в семье Эбенезера Кроуфорда (1789–1859) и Жанет Грант (1789–1877). В 1846 году он окончил Пенсильванский университет, а в 1850 году окончил медицинскую школу при Пенсильванском университете. В 1851 году он вступил в армию США в качестве военного врача, и прослужил в этой должности 10 лет.

## Гражданская война
Весной 1861 года Кроуфорд оказался одним из служащий гарнизона форта Самтер и находился в форте во время сражения за форт Самтер, причём командовал орудиями, несмотря на медицинскую специальность. Через месяц после капитуляции форта он решил сменить карьеру и стал майором 13-го пехотного полка регулярной армии. В сентябре 1861 года он стал генеральным инспектором департамента Огайо. 25 апреля 1862 года Кроуфорд получил звание бригадного генерала добровольческой армии и возглавил одну из бригад департамента Шенандоа, в составе дивизии Альфеуса Уильямса:
- 5-й Коннектикутский пехотный полк, полковник Джордж Чапман
- 10-й Мэнский пехотный полк, полковник Джордж Бил
- 1-й Мэрилендский пехотный полк, полковник Джон Кенли
- 28-й Нью-Йоркский пехотный полк, подполковник Эдвин Браун
- 28-й Пенсильванский пехотный полк, полковник Джон Гери
- 46-й Пенсильванский пехотный полк, полковник Джозеф Кнайп

В мае того же года бригада была отправлена в долину Шенандоа, но так и не была введена в бой во время кампании в долине Шенандоа. 26 июня 1862 года корпус генерала Бэнкса стал II корпусом Вирджинской армии, а бригада Кроуфорда впервые приняла участие в боях во время сражения у Кедровой горы. В ходе сражения бригада нанесла неожиданный удар по левому флангу противника, но осталась без поддержки и последующая контратака южан заставила её отступить с тяжёлыми потерями.
Корпус Бэнкса не участвовал во Втором сражении при Булл-Ран, а затем был переименован в XII корпус Потомакской армии. Когда началась Мэрилендская кампания, бригада Кроуфорда имела следующий вид:
- 10-й Мэнский пехотный полк: полк. Джордж Бил (р.)
- 28-й Нью-Йоркский пехотный полк: кап. Уильям Мейпс
- 46-й Пенсильванский пехотный полк: полк. Джозеф Кнайп[англ.]
- 124-й Пенсильванский пехотный полк: полк. Джозеф Хоули (р.), май. Исаак Хэлдман
- 125-й Пенсильванский пехотный полк: полк. Джекоб Хиггинс
- 128-й Пенсильванский пехотный полк: полк. Самуэль Кроасдейл (уб.), подп. Уильям Хеммерсли

Во время сражения при Энтитеме корпусной генерал был ранен и Уильямс занял его место, передав Кроуфорду командование 1-й дивизией корпуса. Но во время боя Кроуфорд вскоре был ранен в правую ногу. Он оставался на поле боя, пока не ослабел от потери крови, и не был вынесен в тыл. Ранение вывело его из строя на 8 месяцев, и он вернулся в полевую армию только в мае 1863 года. Командование его бригадой перешло полковнику Джозефу Кнайпу.
Кроуфорду поручили командовать Пенсильванской Резервной Дивизией, которая стояла в укреплениях Вашингтона. Когда началась Геттисбергская кампания, две бригады этой дивизии (Маккэндлса и Фишера) были присоединены (28 июня) к V корпусу Потомакской армии, чтобы заменить расформированную дивизию Хэмфриса. Кроуфорд оказался в сложном положении; он учился на медика, и не на пехотного офицера, а долгий отпуск по болезни сказался на его способностях. Его дивизия провела 6 месяцев на гарнизонной службе и не была вполне готова к боевой ситуации.

### Битва при Геттисберге
2 июля 1863 года дивизия Кроуфорда прибыла к Геттисбергу последней из всего V корпуса.

## Послевоенная деятельность
Кроуфорд вышел в отставку 19 февраля 1879 года в звании бригадного генерала регулярной армии. Он умер в Филадельфии и был похоронен на кладбище Лоурелл-Хилл-Семетери. Его книга The Genesis of the Civil War была опубликована посмертно в 1887 году.